# All I Wanna Do Is Make Love to You
All I Wanna Do Is Make Love to You è un singolo del gruppo musicale statunitense Heart, estratto dal loro album Brigade nel 1990.
Nel 2014 è stata indicata come la terza più grande power ballad di tutti i tempi da Yahoo! Music.